# New Technology Network
NTN, abréviation de New Technology Network, est l'un des principaux fabricants japonais de roulements et de joints de transmissions sous les marques NTN, BOWER et BCA.
La société possède 29 usines (Japon, États-Unis, Canada, Taïwan, Allemagne, France, Chine, Australie, Thaïlande) ainsi que 4 centres de Recherche et développement (Japon, États-Unis, Allemagne, France).

## Histoire
- 1918 : C'est chez Nishizono Ironworks que les fondateurs de NTN ont entamé leurs recherches et la fabrication des premiers  roulements à billes.

- 1923 : Nishizono Ironworks et Tomoe Trading Co. unissent leurs efforts pour fabriquer des roulements qu'ils vendent sous la marque NTN. Les trois lettres du nom de la société reprennent les initiales des membres fondateurs : N pour Noboru Niwa, le premier investisseur, T pour Tomoe Trading Co., la société chargée de la distribution, dirigée par M. Niwa, et N pour Jiro Nishizono, fondateur.

- 1939 : Construction de l'usine Kuwana.

- 1960 : Ouverture de l'usine Iwata Works.

- 1961 : Ouverture de NTN Wälzlager (Europa) GmbH en Allemagne de l'Ouest. NTN acquiert la technologie INA des roulements à aiguilles.

- 1963 : Ouverture de NTN Bearing Corp. of America.

- 1963 :   NTN conclut avec Hardy Spicer Ltd. U.K. un contrat de licence technologique portant sur des joints de transmission CVJ de type Birfield.

- 1964 : Ouverture de NTN France S.A. et de NTN Bearings (UK) Ltd.

- 1968 : Ouverture de NTN Bearing Corp. of Canada.

- 1971 : Ouverture de American NTN Bearing Mfg. Corp, NTN Trading-Hong Kong Ltd, Toyo Bearing Okayama Co.Ltd, et NTN Kugellagerfabrik (Deutschland) GmbH.

- 1973 : Ouverture de NTN Bearing Mfg. (Canada) Ltd (fusion avec NTN Bearing Corp. Of Canada Ltd. en 1980).

- 1975 : Ouverture de NTN Elgin Corp. (U.S.A.) (fusion avec American NTN Bearing Mfg. Corp. en 1985).

- 1982 : Construction de l'usine de fabrication des joints de transmission CVJ au sein de Toyo Bearing Okayama Co.Ltd.

- 1983 : Fusion avec Toyo Bearing Iwata Co., Ltd. et Toyo Bearing Okayama Co., Ltd.

- 1984 : Ouverture de Toyo Bearing Nagano Co., Ltd.

- 1985 : Ouverture de NTN-Bower Corp., société en participation avec Federal-Mogul Corporation (É.-U.).

- 1986 : Construction de la première usine du Japon destinée à la fabrication de roulements aéronautiques (dans l'usine de Kuwana).

- 1987 : NTN-Bower Corp. devient une filiale détenue à 100 %.

- 1988 : Ouverture de Unidrive Pty. Ltd., une coentreprise pour la fabrication de joints de transmission CVJ en Australie.

- 1990 : Fondation de NTN USA Corp. qui devient le siège social du groupe aux États-Unis.

- 1989 : Fusion avec Toyo Bearing Nagano Co., Ltd.

- 1994 : Ouverture d'un centre de distribution à Singapour.

- 1996 : Acquisition de la division Roulements à billes de la firme américaine Federal-Mogul Corporation (É.-U.), et ouverture de NTN-BCA Corp.

- 1997 : Ouverture de NTN do Brazil Ltda.

- 1998 : Ouverture de NTN Manufacturing (Thaïlande) Co., Ltd. Ouverture de l'usine NTN Transmission Europe d'Allonnes pour la production de joints de transmission CVJ, à la suite du rachat de l'activité transmissions de l'usine Renault ACI du Mans, comprenant le matériel et les ouvriers, sur la base d'un contrat de partenariat avec Renault (France)[2].

- 2002 : Dans le cadre de coentreprises, ouvertures en Chine de SHANGHAI NTN CORPORATION (ensembles pour joints de transmission CVJ ), NTN-NIDEC (paliers fluides dynamiques) et GUANGZHOU NTN-YULON DRIVETRAIN CO., LTD. (joints de transmission CVJ).

- 2008 : Acquisition de SNR Roulements.

- 2008 : Acquisition de Setforge Extrusion à Crézancy (France 02).